# Rodamin B
A rodamin B szerves vegyület, fluoreszcens festék. Gyakran használják nyomjelző festékként a vízben, hogy meghatározzák a folyadékáramlás irányát és mértékét. Mivel a rodamin festékek fluoreszkálnak, így könnyen és olcsón észlelhetők úgynevezett fluorométerekkel. A rodamin festékeket széles körben használják a biotechnológiai alkalmazásokban, ilyen például a fluoreszcencia mikroszkópia, áramlási citometria, fluoreszcencia korrelációs spektroszkópia és az ELISA.
A rodamin B-t a biológiában is használják, gyakran auramin O-val kombinálva; mivelhogy az auramin-rodamin festéssel (AR) láthatóvá tehetőek saválló organizmusok, nevezetesen a Mycobacterium.
A rodamin B 610 nm-re hangolva lézer festékként használható; a lumineszcencia kvantumhasznosítási tényezője bázikus etanolban 0,65; etanolban 0,49; 94%-os etanolban 0,68. A fluoreszcencia hozam hőmérsékletfüggő.

## Oldhatóság
A rodamin B vízben jól oldódik, oldhatósága ~50 g/l. Ugyanakkor, 30%-os ecetsav oldatban az oldhatósága már ~400 g/l. A klórozott csapvíz a rodamin B-t elbontja.[forrás?] A rodamin B oldatai adszorbeálódnak a műanyagon, ezért üvegpohárban tárolandó.

## Más felhasználások
A rodamin B – mint biomarker – tesztelés alatt áll a vadon élő állatok számára készített orális veszettség elleni vakcinához. A rodamin B szerepe például a mosómedvék esetében, hogy beépül az állatok szervezetébe, és elszínezi a bajszukat és fogukat. Így azonosíthatóvá válnak azok a példányok, amelyek megették a vakcina csalit.
Emellett gyakran keverik gyomirtóval is, hogy felismerhető legyen a felhasználásuk helye.

## Biztonság és egészség
Kaliforniában a rodamin B gyaníthatóan rákkeltő besorolású, és így az azt tartalmazó termékek címkéjén figyelmeztetést kell elhelyezni. Ezzel szemben az MSDS adatlapok alapján nincs elegendő bizonyíték arra nézve, hogy az anyag kísérleti állatokban rákot okoz és egyáltalán nem bizonyított, hogy rákkeltő hatású az embereknél.
Lenyelés esetén – nincs rá információ, de a vegyületet mint az egészségre potenciálisan veszélyes anyag kell kezelni – izgató hatású lehet a gyomor-bél traktusban. Bőrrel érintkezve és a szembe jutva irritációt, vörösséget okozhat; ami fájdalmas lehet. Irritálhatja a légutakat, tünetei lehetnek a köhögés, torokfájás, nehéz légzés és mellkasi fájdalom.

## Fordítás
Ez a szócikk részben vagy egészben  a   Rhodamine B című angol Wikipédia-szócikk fordításán alapul.  Az eredeti cikk szerkesztőit annak laptörténete sorolja fel. Ez a jelzés csupán a megfogalmazás eredetét és a szerzői jogokat jelzi, nem szolgál a cikkben szereplő információk forrásmegjelöléseként.